# セルゲイ・ポポフ
セルゲイ・ペトロヴィチ・ポポフ（ロシア語:  Сергей Петрович Попов, ラテン文字転写例:Sergei Petrovich Popov, 1914年8月15日 - 2012年5月20日）は、ソビエト連邦のトランペット奏者。

## 略歴
1914年、ヴォロネジ生まれ。幼少時より陸軍音楽隊の隊長だった父親から音楽の手ほどきを受ける。1931年にキエフ音楽院に入学してヴィルヘルム・ヤブロンスキーにトランペットを教わった。1933年に赤軍吹奏楽団のトランペット奏者となった。1934年からはソヴィエト国立交響楽団に入団し、1939年から首席奏者として活躍した。1962年にはソ連当局から名誉芸術家の称号を贈られている。
1975年に引退後は、ユース・オーケストラ等の指導員として活動した。